# São Domingos do Araguaia
São Domingos do Araguaia is een gemeente in de Braziliaanse deelstaat Pará gelegen aan de benedenloop van de Araguaia. De gemeente telt 22.063 inwoners (schatting 2009).